# 英武镇
英武镇，是中华人民共和国贵州省六盤水市盘州市下辖的一个乡镇级行政单位。
2015年6月4日，贵州省人民政府批复同意盘县乡镇行政区划调整，新设置的英武镇辖原英武乡、马场彝族苗族乡地域，镇人民政府驻革纳铺村。

## 行政区划
英武镇下辖以下地区：
革纳铺村、林家屋基村、上午取村、王官村、大寨村、沙姑村、马场村、转山地村、龙井村、三寨村、滑石板村、业嘎村、发业嘎村、银子洞村、鲁木村、黑生地村、石坝村和马场彝族苗族乡。